# Aconitum weixiense
Aconitum weixiense är en ranunkelväxtart som beskrevs av Wen Tsai Wang. Aconitum weixiense ingår i släktet stormhattar, och familjen ranunkelväxter. Inga underarter finns listade i Catalogue of Life.